# أبيمالك

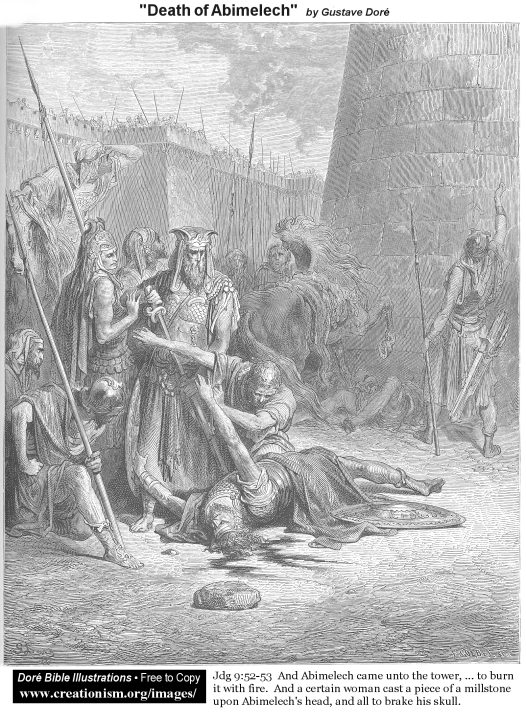
رسمة تعبِّر عن موت أبيمالك بريشة غوستاف دوريه

أبِيمَالِك بحسب الرواية الكتابية في سفر التكوين هو ملك استضاف النبي إبراهيم بعد هجرته من بلاد الرافدين الي أرض فلسطين. وكان ملك شكيم وأرض سبط منسى، وابن القاضي التوراتي جدعون. يُفسر اسمه على أفضل وجه بأنه "أبي ملك"، مدعيًا الحق الموروث في الحكم. يُذكر في سفر القضاة 8:31 بأنه ابن جدعون وسريته الشكمية، وُصفت قصة حكمه في الإصحاح التاسع من سفر القضاة. وفقًا للكتاب المقدس، كان حاكمًا طموحًا بلا مبادئ، وكثيرًا ما خاض حروبًا ضد رعيته.